# Creepshow
Creepshow è un film a episodi del 1982, diretto da George A. Romero e scritto da Stephen King, che interpreta anche uno degli episodi, The Lonesome Death of Jordy Verrill.
Si può considerare come un omaggio dei due autori ai fumetti horror della EC Comics, pubblicati in America dal secondo dopoguerra agli anni cinquanta quando le pressioni censorie ne terminarono le pubblicazioni, esplicitato anche dai raccordi animati tra gli episodi, che rendono il film un albo di fumetti che prende vita. Il bambino protagonista del prologo e dell'epilogo è il figlio del famoso scrittore Stephen King, Joe. Il posacenere “protagonista” del primo episodio compare in tutte le altre storie.

## Trama

### Prologo
La storia comincia con un padre, Stan, che rimprovera severamente il figlio, Billy, perché beccato a leggere un albo di Creepshow, una raccolta di storie dell'orrore a fumetti. Terminato il litigio, Stan getta il fumetto nella spazzatura ritirandosi poi in salotto, mentre Billy affranto prega i personaggi del fumetto di vendicare l'ingiustizia, che magicamente prendono vita accerchiando la casa. Una figura spettrale, lo "Zio Creepy", appare alla finestra della cameretta del bambino e facendogli cenno di avvicinarsi, comincia a narrare delle storie.

### La festa del papà (Father's Day)
Nathan Grantham, l'avaro vecchio patriarca di una famiglia aristocratica la cui ricchezza è stata raggiunta attraverso il contrabbando, frode, estorsione e omicidi, viene ucciso il giorno della festa del papà da sua figlia instabile Bedelia, che era stata spinta al limite della sopportazione dopo una vita passata a subire abusi emotivi da parte di lui.
La storia si apre in medias res dove vengono introdotti i discendenti di Nathan: sua nipote Sylvia, il pronipote Richard, e Cass con il marito, Hank, che si riuniscono per la loro cena annuale alla villa appartenuta al patriarca ucciso. Bedelia, che solitamente raggiunge la festa dopo gli altri, si ferma al cimitero di famiglia per deporre un fiore sulla tomba di suo padre. Ubriaca, Bedelia parla da sola rammentando di come abbia ucciso Nathan quando egli non smetteva di tormentarla per ricevere la torta della festa del papà. Improvvisamente, Nathan fuoriesce dalla tomba resuscitato come zombie e strangola Bedelia, poi uccide sistematicamente Hank, la padrona di casa e Sylvia per vendicarsi e infine si presenta a Cass e Richard portando la sua tanto desiderata torta della festa del papà, condita con la testa mozzata di Sylvia.

### La morte solitaria di Jordy Verrill  (The Lonesome Death of Jordy Verrill)
(basato sul racconto Weed, pubblicato sulla rivista Cavalier nel 1970-71)
Ambientata negli anni '50, la storia segue le vicende di Jordy Verrill, un goffo contadino, che trova un meteorite caduto nel suo terreno. Entusiasta, Jordy intende vendere la meteora al college locale per pagare il suo mutuo con la ricompensa, ma quando bagna la roccia spaziale con una secchiata d'acqua per raffreddarla, la meteora si spezza in due rilasciando uno strano liquido che si rovescia a terra. Entrato in contatto con la meteora e i liquidi racchiusi in essa, Jordy sviluppa uno strano organismo vegetale che inizia a crescergli dalla mano. Temendo di doversi far amputare il braccio dai dottori, Jordy decide di non fare niente. Nei giorni seguenti l'erba continua a crescergli addosso e il prurito causato da essa costringe Jordy a farsi un bagno. Ignorando l'avvertimento del fantasma di suo padre, Jordy si immerge nella vasca. Il mattino seguente Jordy ha il corpo completamente ricoperto dalla insidiosa pianta aliena. Per porre fine alle sue sofferenze, Jordy prende il fucile da caccia e si spara in testa. Intanto, all'esterno, l'erba extraterrestre ha ricoperto il terreno di Jordy e con la pioggia in arrivo, sta per espandersi su tutte le aree circostanti.

### Alta marea (Something to Tide You Over)
Richard Vickers, un benestante psicopatico, mette a punto un terribile destino per la moglie infedele, Becky, e per il suo amante, Harry Wentworth, conducendoli nella sua spiaggia privata e poi, a mano armata, seppellendoli fino al collo in un punto che sarà ricoperto dall'alta marea. Per tormentare ulteriormente Harry, Richard si procura un televisore per mostrargli Becky mentre viene annegata in diretta e li riprende con delle telecamere per immortalare le loro morti. Quando la marea sta per raggiungere anche Harry, Richard si allontana dopo avergli detto che potrebbe liberarsi se riesce a trattenere il respiro abbastanza a lungo prima che la sabbia che lo copre non sarà ammorbidita dall'acqua.
La sera, però, Richard viene assalito in casa sua da Becky e Harry, che sono resuscitati dal mare e per vendicarsi lo seppelliscono sulla spiaggia come aveva fatto con loro. In preda alla disperazione e all'isteria, Richard ride istericamente e afferma di poter trattenere il fiato quanto vuole mentre l'alta marea avanza.

### La cassa (The Crate)
(basato su un racconto pubblicato sulla rivista Gallery)
Mike, il custode di un college, trova per puro caso una misteriosa cassa di legno risalente al 1834, nascosta nel sottoscala del seminterrato. Il vecchio contatta un professore universitario, Dexter Stanley, per il ritrovamento. I due decidono di aprire la cassa e scoprono all'interno un mostro scimmiesco estremamente vorace, che nonostante le dimensioni ridotte, uccide prontamente Mike e lo divora trascinandolo nella cassa. Inorridito, Dexter si allontana e si imbatte in uno studente laureato, Charlie Gereson, e gli supplica di credergli, ma il giovane rimane scettico. Seguendo la scia di sangue, i due capiscono che la cassa è stata rimessa nel sottoscala e Gereson viene ucciso dalla creatura quando si avvicina incautamente. Stanley fugge per informare il suo amico e collega presso l'università, il professor Henry Northrup.
Dexter, traumatizzato e in preda al panico, parla del mostro a Henry e insiste che deve essere fermato. Henry vede la creatura come un modo per liberarsi della sua odiosa moglie abusiva Wilma, che egli ha spesso fantasie di uccidere. Egli addormenta Dexter ed escogita un piano per attirare Wilma al sottoscala e farla divorare dalla bestia. Henry in seguito riesce a sigillare il mostro nella sua cassa, poi la getta in mare da una scogliera. Infine Henry torna a casa da Dexter e gli assicura che è tutto finito e che si è sbarazzato della creatura. Dexter gli domanda che cosa potrebbe succedere se si liberasse, ma Henry gli assicura che l'ha chiusa bene. Tuttavia, viene rivelato al pubblico che la cassa si è aperta negli abissi del mare e il mostro è ancora vivo.

### Strisciano su di te (They're Creeping Up on You!)
Upson Pratt è un uomo d'affari cinico e senza scrupoli la cui misofobia lo costringe a vivere in un appartamento asettico e controllato con serrature elettriche e telecamere di sorveglianza. Una sera, un forte temporale causa un black out per la città. Quando il black out raggiunge anche l'appartamento asettico, il terrore ha inizio per il signor Pratt, che ora si ritrova impotente quando la sua abitazione viene invasa da orde di scarafaggi. Mentre gli insetti escono da tutte le parti, Pratt si chiude all'interno di una stanza ermetica di sicurezza, solo per scoprire che gli scarafaggi l'hanno già infestata. Senza via di fuga, Pratt viene inondato dagli scarafaggi, che gli inducono un attacco di cuore fatale. Poco dopo l'energia elettrica ritorna nell'appartamento e uno sterminatore che Pratt aveva precedentemente richiesto lo chiama dalla porta. Pratt non risponde, e il suo cadavere è mostrato nella stanza ermetica, ora priva di scarafaggi. Il corpo di Pratt inizia presto a contorcersi, e infine gli scarafaggi fuoriescono dalla sua bocca e gli lacerano il corpo grottescamente.
(Da ricordare che uno schiavista parimenti ossessionato dall'igiene, intimorito dal contatto con gli indios che pure maltratta fisicamente, compariva nel fumetto The Bath, su Tales from the Crypt #42 del luglio 1954)

### Epilogo
Il mattino seguente, davanti alla casa di Billy, degli spazzini trovano il fumetto di Creepshow mentre raccolgono i rifiuti dai bidoni. Uno di loro si mette a sfogliare il giornaletto per curiosità e guarda una pagina che offre gadget speciali da ordinare per posta. Su un annuncio che offre l'acquisto di una bambola voodoo, gli spazzini vedono che qualcuno l'ha già ordinata notando il tagliando mancante. Intanto, Stan si lamenta di non avere dormito molto per via dei dolori che ha al collo. In seguito l'uomo inizia a ricevere fitte di dolore sempre più letali e viene rivelato che Billy, dalla sua cameretta, si sta vendicando del padre pungendo la bambola voodoo acquistata con uno spillo, senza pietà.

## Promozione
I manifesti e le locandine utilizzate per la promozione del film, all'epoca della sua diffusione nelle sale cinematografiche italiane, sono opera dell'illustratore Renato Casaro.

## Distribuzione
Il film venne distribuito nelle sale cinematografiche italiane nel mese di ottobre del 1983.

### Data di uscita
Le date di uscita internazionali nel corso degli anni sono state:
- 12 novembre 1982 negli Stati Uniti d'America
- 29 aprile 1983 in Germania Ovest (Die unheimlich verrückte Geisterstunde)
- 22 giugno 1983 in Francia
- 29 luglio 1983 in Finlandia (Creepshow - yöjuttu)
- 14 ottobre 1983 in Italia

### Episodi tagliati
Non tutti gli episodi sono presenti nelle versioni cinematografiche distribuite:
- In Germania non venne inserito l'episodio degli scarafaggi;
- In Italia, invece, non venne incluso l'episodio con Stephen King: La morte solitaria di Jordy Verrill. In alcuni cinema però, venne proiettato nella versione integrale (la versione noleggio della VHS Multivision proponeva la versione integrale). In seguito tutti gli episodi completi sono stati inseriti nel DVD con l'audio originale e i sottotitoli in italiano per le parti non doppiate.

## Accoglienza

### Box office
Creepshow è ritenuto un discreto successo commerciale. Costato circa 8 milioni di dollari, incassò nell'anno della sua uscita nei soli Stati Uniti circa 21 milioni di dollari, diventando sempre negli USA il 37° incasso del 1982. Finora, tra i film horror a episodi, Creepshow è il secondo maggiore incasso dopo quello altrettanto non esaltante di Ai confini della realtà dell'anno seguente.

## Opere derivate

### Sequel
Nel 1987 venne realizzato un sequel del film, dal titolo Creepshow 2. La regia venne affidata a Michael Gornick, e Stephen King si limitò a scrivere le tre storie che lo compongono, sceneggiate poi dallo stesso Romero.
Un terzo episodio, Creepshow 3 venne girato nel 2006 e distribuito direct-to-video, ma questa volta né Romero né Stephen King furono in alcun modo interessati al progetto. Tom Savini, che ha curato gli effetti speciali delle prime due pellicole, ha espresso l'opinione che il film I delitti del gatto nero "è il vero Creepshow 3".

### Remake
Nel settembre 2019 verrà rilasciata una serie tv omonima, remake del film, con Greg Nicotero alla regia.